# ユニオン郡 (ジョージア州)

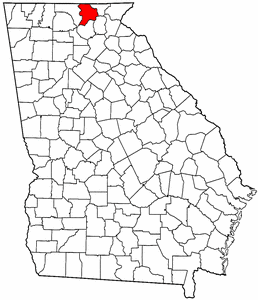

ユニオン郡（Union County）は、アメリカ合衆国ジョージア州にある郡である。人口は2万2270人（2015年推計）。郡庁所在地はブレアズビルである。

## 地理
アメリカ合衆国統計局によると、この郡は総面積852 km2 (329 mi2) である。このうち835 km2 (323 mi2) が陸地で17 km2 (6 mi2) が水地域である。総面積の1.97%が水地域となっている。

## 人口動勢
2000年現在の国勢調査で、この郡は人口17,289人、7,159世帯、及び5,211家族が暮らしている。人口密度は21/km2 (54/mi2) である。12/km2 (31/mi2) の平均的な密度に10,001軒の住宅が建っている。この郡の人種的な構成は白人97.94%、アフリカン・アメリカン0.58%、先住民0.25%、アジア0.23%、太平洋諸島系0.02%、その他の人種0.24%、及び混血0.74%である。ここの人口の0.88%はヒスパニックまたはラテン系である。
この郡内の住民は20.00%が18歳未満の未成年、18歳以上24歳以下が6.60%、25歳以上44歳以下が23.60%、45歳以上64歳以下が28.20%、及び65歳以上が21.60%にわたっている。中央値年齢は45歳である。女性100人ごとに対して男性は96.60人である。18歳以上の女性100人ごとに対して男性は94.60人である。
この郡内の世帯ごとの平均的な収入は31,893米ドルであり、家族ごとの平均的な収入は39,776米ドルである。男性は29,127米ドルに対して女性は20,871米ドルの平均的な収入がある。この郡の一人当たりの収入 (per capita income) は18,845米ドルである。人口の12.50%及び家族の9.30%は貧困線以下である。全人口のうち18歳未満の13.10%及び65歳以上の15.90%は貧困線以下の生活を送っている。

## 都市及び町
- ブレアズビル (Blairsville)